# Maurice Solovine

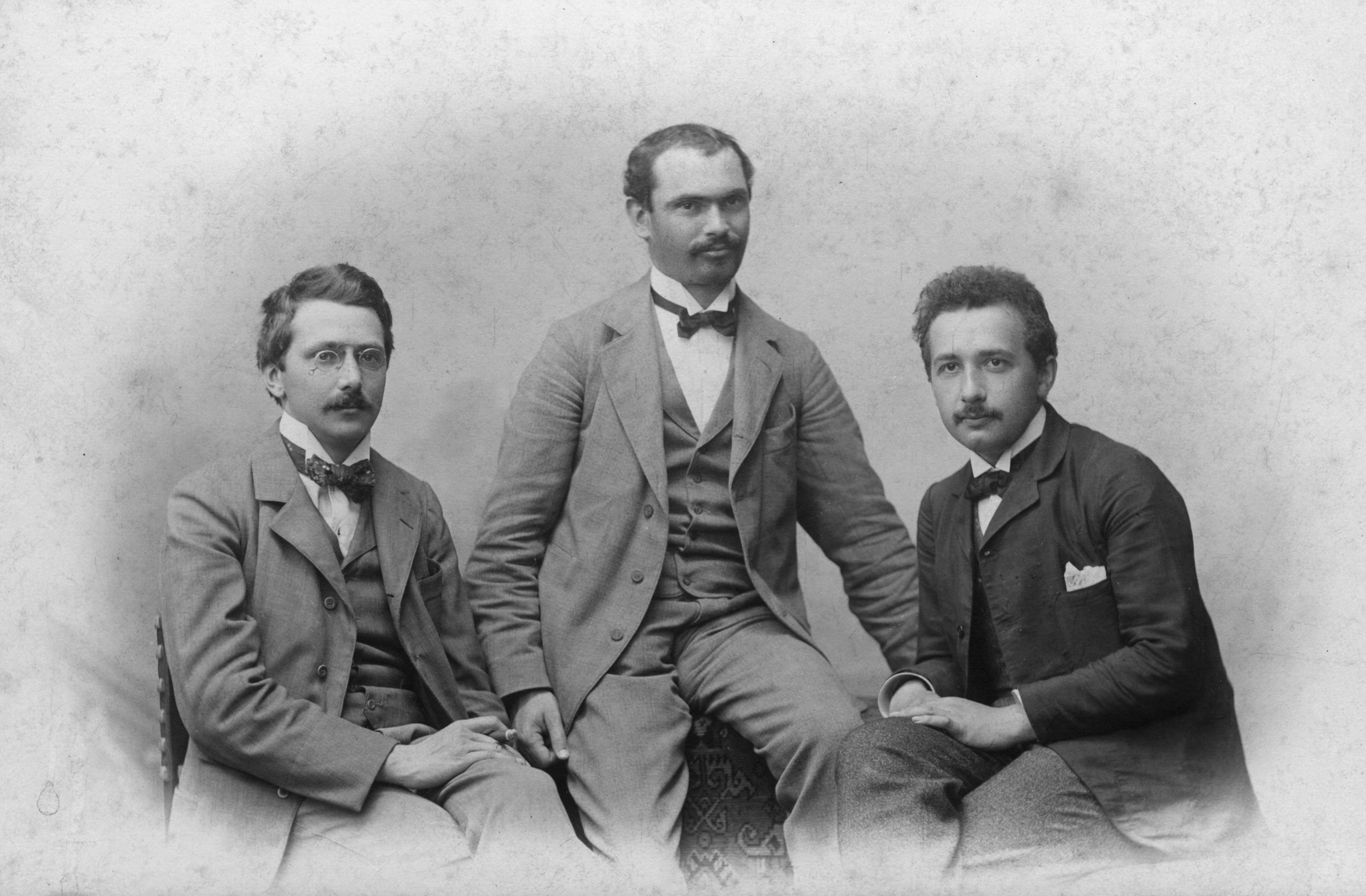
Membrii Akademiei Olympia: Conrad Habicht, Maurice Solovine și Albert Einstein

Maurice Solovine (1875 – 1958), cunoscut și ca Mauriciu Solovin, a fost un filozof și matematician român.
Este cunoscut pentru relația apropiată pe care a avut-o cu Albert Einstein, care i-a fost profesor.
Aceștia doi, împreună cu Conrad Habicht, înființează în 1902 "Akademie Olympia".
După absolvirea cursurilor Politehnicii din Zürich, Einstein este nevoit să se întrețină dând meditații la fizică, unul din beneficiarii acestor lecții fiind Solovine, care studia filozofia.
Între cei doi se leagă o prietenie strânsă, iar orele de meditație se transformă în adevărate discuții filozofice.